# A Skeletal Domain
A Skeletal Domain trinaesti je studijski album američkog death metal-sastava Cannibal Corpse. Album je 16. rujna 2014. godine objavila diskografska kuća Metal Blade Records.

## Popis pjesama
| 1.    | »High Velocity Impact Spatter« | Paul Mazurkiewicz | Pat O'Brien           | 4:06 |
| 2.    | »Sadistic Embodiment«          | Mazurkiewicz      | O'Brien               | 3:17 |
| 3.    | »Kill or Become«               | Rob Barrett       | Barrett               | 3:50 |
| 4.    | »A Skeletal Domain«            | Mazurkiewicz      | O'Brien               | 3:38 |
| 5.    | »Headlong into Carnage«        | Alex Webster      | Webster               | 3:01 |
| 6.    | »The Murderer's Pact«          | Webster           | Webster               | 5:05 |
| 7.    | »Funeral Cremation«            | Mazurkiewicz      | O'Brien               | 3:41 |
| 8.    | »Icepick Lobotomy«             | Barrett           | Barrett               | 3:16 |
| 9.    | »Vector of Cruelty«            | Webster           | Webster               | 3:25 |
| 10.   | »Bloodstained Cement«          | Webster           | Webster               | 3:41 |
| 11.   | »Asphyxiate to Resuscitate«    | Mazurkiewicz      | Mazurkiewicz, Barrett | 3:47 |
| 12.   | »Hollowed Bodies«              | Mazurkiewicz      | O'Brien               | 3:05 |
| 43:52 |                                |                   |                       |      |

## Zasluge
Cannibal Corpse
- Alex Webster - bas-gitara
- Paul Mazurkiewicz - bubnjevi
- Rob Barrett - gitara
- George "Corpsegrinder" Fisher - vokali
- Pat O'Brien - gitara